# Olav F. Wehling
Olav F. Wehling (* 1978 in Hamburg) ist ein deutscher Filmregisseur und Drehbuchautor.

## Biografie
Nachdem Olav F. Wehling Ende der 1990er Jahre in Hamburg beim Film als Produktions- und Regieassistent gearbeitet und einige Experimental-, Werbe- und Kurzfilme realisiert hatte, ging er nach Ludwigsburg. Dort studierte er von 2002 bis 2008 Filmregie mit dem Schwerpunkt Szenischer Film an der Filmakademie Baden-Württemberg. Sein Studium schloss er mit dem Langspielfilm Kronos. Ende und Anfang als Diplomarbeit ab. 
Olav F. Wehling lebt in Berlin.

## Filmografie (Auswahl)
- 2006: Futschicato (Regisseur, Drehbuchautor)
- 2008: Kronos. Ende und Anfang (Regisseur, Drehbuchautor)
- 2024: VolXdorf (mittellanger Film) (Regisseur, Drehbuchautor)

## Auszeichnungen

### Filmfestival Max Ophüls Preis2006
- Nominierung für den Max-Ophüls-Preis für Futschicato

### Festival des deutschen Films2006
- Gewinner des Filmkunstpreises in der Kategorie Besondere Auszeichnung für Futschicato

### Filmfestival Max Ophüls Preis 2009
- Nominierung für den Max-Ophüls-Preis für Kronos. Ende und Anfang